# Aureolejeunea
Aureolejeunea là một chi rêu trong họ Lejeuneaceae.